# Aringo
Aringo is een plaats (frazione) in de Italiaanse gemeente Montereale (AQ).